# Andamarca (distrito)
Andamarca é um distrito da província de Concepción, localizado do Departamento de Junín, Peru.

## Transporte
O distrito de Andamarca é servido pela seguinte rodovia:
- JU-108, que liga o distrito de Comas à cidade de Huancayo[2][3][4]